# Теммі Вайнетт
Вірджинія Вайнетт П'ю (англ. Virginia Wynette Pugh), відома як Теммі Вайнетт (англ. Tammy Wynette; 5 травня 1942—6 квітня 1998) — американська кантріспівачка, авторка-виконавиця та акторка. Отримала на батьківщині звання «Перша леді кантрі».

## Біографія

### Дитинство і юність (1942-62)
Вірджинія Вайнетт П'ю народилася недалеко від Тремонта (штат Міссісіпі) єдиною дитиною в сім'ї Вільяма Голліса П'ю (помер 13 лютого 1943) і Мілдред Феє Рассел (1922—1991). Її завжди називали Вайнетт або Нетті, а не Вірджинія.
Її батько був фермером і музикантом-аматором, він помер від пухлини головного мозку, коли Вайнетт було всього 9 місяців. Її мати поєднувала роботу на сімейній фермі і викладання в школі. Після смерті Голліса П'ю мати залишила Вайнетт під опікою своїх батьків Томаса Честера і Флори А. Рассел, а сама поїхала працювати на оборонному заводі в Мемфісі. У 1946 матір одружилася з Фоєм, фермера з Міссісіпі.
Вайнетт почала співати на фермі у бабусі в графстві Ітавамба (штат Міссісіпі), де народилася. Це місце знаходиться на кордоні з Алабамою, і Іайнетт часто говорила, що кордон штату проходить якраз через їхню ферму. Підліткою вона працювала в полі на збиранні бавовни разом з найманими робітниками. Вона виховувалася разом зі своєю тіткою Керолін Рассел, старшою за неї всього на п'ять років. Вайнетт співала церковні пісні разом з бабусею і вчилася грати на фортепіано та гітарі.
Вчилася в середній школі Тремонта, блискуче грала в баскетбол. За місяць до закінчення школи Вайнетт одружилася. Її чоловік був будівельником, тому його робота була пов'язана з постійними переїздами. Вайнетт працювала офіціанткою, за стійкою у готелі, барвумен, а також на взуттєвій фабриці. У 1963 році вона закінчила курси перукарів в Тьюпело (штат Міссісіпі). Чоловік, якого вона залишила перед народженням третьої дочки, скептично ставився до її бажання стати кантрі пісень, він говорив: «Отямся, дитинко!».

### Початок музичної кар'єри (1963—1967)
Коли її дитина захворіла на менінгіт, Вайнетт намагалася додатково заробити, виступаючи вечорами. У 1965 році вона заспівала на передачі «Country Boy Eddie» місцевої телестудії WBRC-TV в Бірмінгемі (штат Алабама). У 1966 році разом з трьома дочками переїхала з Бірмінгема в Нешвілл в надії укласти договір зі студією звукозапису. Після прослуховування продюсер «Epic Records» Біллі Шерріл підписав з нею контракт.

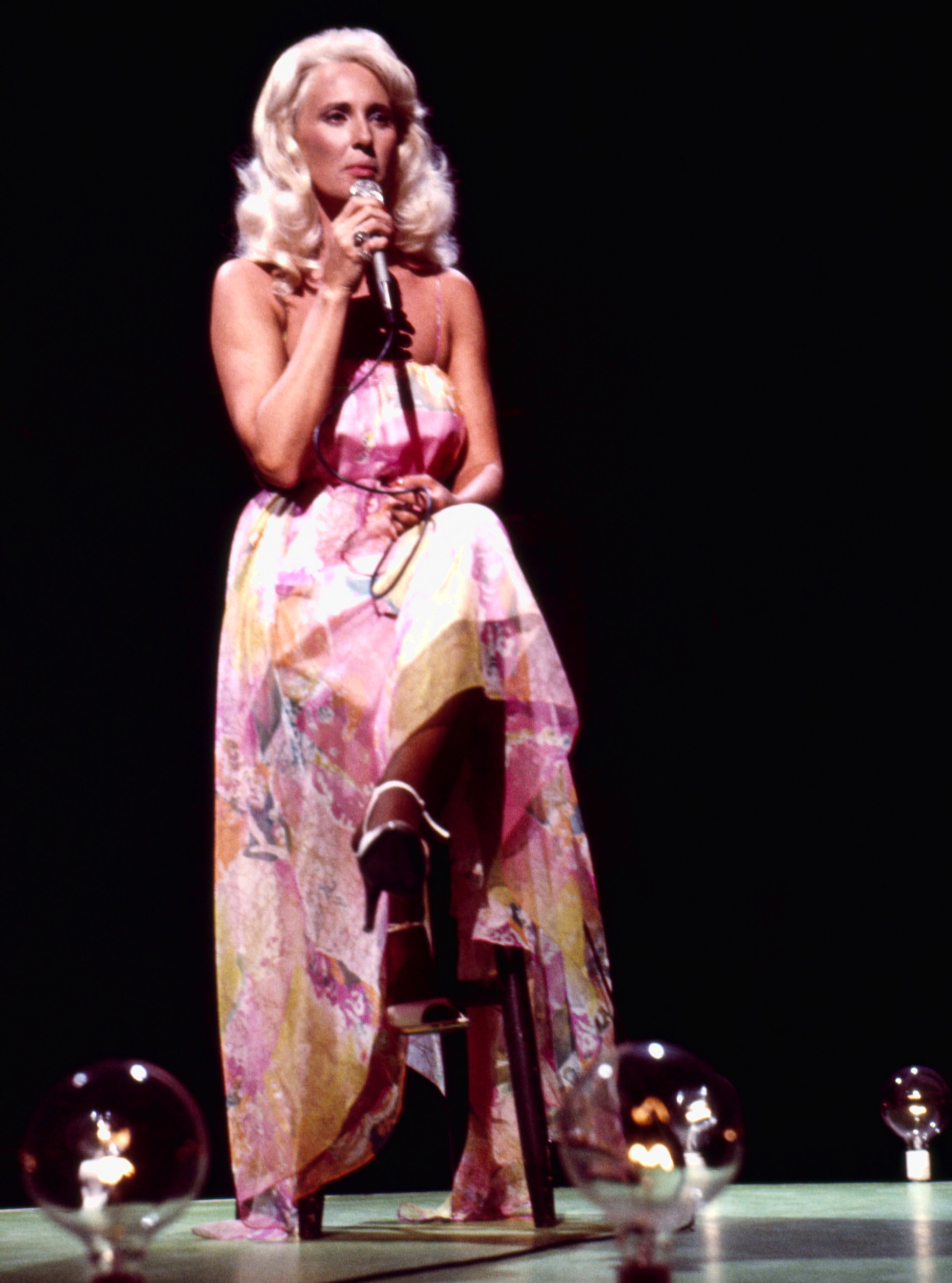
Теммі Вайнетт у 1977 році.

На другу зустріч з Шеррілом вона прийшла з зачіскою "хвіст". Він сказав їй, що ім'я Вайнетт П'ю не підходить і попросив придумати інше. Також зазначив, що з такою зачіскою вона схожа на Теммі з фільму «Теммі і холостяк». Так вона стала Теммі Вайнетт.
Її перша пісня, яка стала хітом, — «Apartment #9». У 1967 році стають популярними «Your Good girl's Gonna Go Bad», «My Elusive Dreams» (дует з Девідом Г'юстоном) і «I don't Want To Play House».

### Роки успіху (1968—1975)
У 1968 році три пісні Теммі Вайнетт стають хітами — «Take Me to Your World», «D-I-V-Or-C-E» та «Stand By Your Man», яку вона написала за 15 хвилин. У 1969 році до них додалися «Singing My Song» і «The Ways to Love a Man». Наприкінці 1960-х і початку 1970-х пісні Вайнетт займають перші рядки в хіт-парадах кантрі. 17 її творів виходять на перше місце. Разом з Лореттою Лінн і Доллі Партон вони змусили переоцінити місце і роль жінок у виконанні кантрі. Вайнетт також була першою жінкою, альбом якої був проданий мільйонним тиражем — це був її перший збірник найкращих творів («Greatest Hits Collection») в 1969 році.
Незабаром після розлучення вона ненадовго знову одружилася. А в 1968 році познайомилася з Джорджем Джонсом, популярним виконавцем кантрі з алкоголізмом. Вони одружилися наступного року після того, як Вайнетт розлучилася вдруге. Починаючи з 1971 року вони записали разом кілька популярних альбомів — в першу десятку потрапив «Take Me». Шлюб був важким, але попри розлучилися в 1975 році через алкоголізм Джонса, вони продовжували час від часу записувати спільні альбоми протягом наступних 20-ти років.
На початку 1970-х у Вайнетт починаються серйозні проблеми зі здоров'ям, вона переносить операції на жовчному міхурі, нирках і гортані. У середині 1970-х повертається з піснею «Till I Can Make It On My Own».

### Stand By Your Man
Візитною карткою Теммі Вайнетт протягом всієї її кар'єри була записана в 1968 році пісня «Stand By Your Man», яка закликає жінок надавати підтримку своїм чоловікам у роки негараздів. Попри феміністичну критику твору, його виконували багато відомих виконавців — співачки Доллі Партон, Тіна Тернер, тріо Dixie Chicks, співак Лайл Ловетт, а також (на альбомі, присвяченому пам'яті Вайнетт) сер Елтон Джон. Згідно з кантрі-підрозділом каналу MTV (Country Music Television), ця пісня є найвідомішою з усіх, записаних у стилі кантрі.
У травні 1975 року «Stand By Your Man» була випущена окремим синглом у Великій Британії і очолила національний хіт-парад. Такий успіх кантрі-пісні є рідкістю в країні, досить далекої від світу кантрі-музики. Серед фільмів, в яких прозвучала ця композиція, — «П'ять легких п'єс» (1970), «Брати блюз» (1980) і «Несплячі в Сіетлі» (1993).
Під час передвиборної кампанії Білла Клінтона його дружина Гілларі Клінтон заявила, що вона не схожа на «тих крихітних жінок, які — подібно до Теммі Вайнетт — підстраховують своїх чоловіків». Співачка сприйняла ці слова як образу, і Клінтон була вимушена принести публічні вибачення.

## Сімейне життя
Протягом життя у Вайнетт було п'ять чоловіків: з 1959 по 1966 рік — Епл Берд, з 1967 по 1968 — Дон Чапел, з 1969 по 1975 — Джордж Джонс, у 1976 р. — Майкл Томлін і з 1978 р. — Джордж Річі.
З Бердом вона народила трьох дітей: Гвендолін Лі Берд (1961 р. н.), Жаклін Фей Берд (1962) і Тіна Деніс Берд (1965). Від Джонса народила дочку Тамалу Джорджетту Джонс (1970).

## Дискографія
Зазначені тільки офіційні альбоми, видані в США, із зазначенням місця в кантрі-чарті журналу «Біллборд».
| Рік  | Назва                                         | Місце |
| ---- | --------------------------------------------- | ----- |
| 1967 | My Elusive Dreams                             | #11   |
| 1967 | Your Good Girls Gonna Go Bad                  | #7    |
| 1968 | D-I-V-O-R-C-E                                 | #1    |
| 1969 | Inspiration                                   | #19   |
| 1969 | Stand By Your Man                             | #2    |
| 1969 | Tammys Greatest Hits                          | #2    |
| 1970 | Christmas With Tammy                          | -     |
| 1970 | Tammys Touch                                  | #1    |
| 1970 | The First Lady                                | #2    |
| 1970 | The Ways to Love a Man                        | #3    |
| 1970 | The World of Tammy Wynette                    | #8    |
| 1971 | Tammys Greatest Hits: Volume 2                | #5    |
| 1971 | We Go Together                                | #3    |
| 1971 | We Can Sure Love Each Other                   | #8    |
| 1972 | Bedtime Story                                 | #7    |
| 1972 | Me and the First Lady                         | #6    |
| 1973 | Kids Say the Darndest Things                  | #3    |
| 1973 | Lets Build a World Together                   | #12   |
| 1973 | My Man                                        | #2    |
| 1973 | The First Songs of the First Lady             | #17   |
| 1974 | Another Lonely Song                           | #8    |
| 1974 | Were Gonna Hold On                            | #3    |
| 1974 | Woman to Woman                                | #21   |
| 1975 | George, Tammy and Tina                        | #37   |
| 1975 | I Still Believe in Fairytales                 | #24   |
| 1975 | Tammy Wynettes Greatest Hits: Volume 3        | #28   |
| 1976 | Til I Can Make It On My Own                   | #3    |
| 1976 | Golden Ring                                   | #1    |
| 1976 | You and Me                                    | #4    |
| 1977 | Greatest Hits                                 | #23   |
| 1977 | Lets Go Together                              | #19   |
| 1977 | One of a Kind                                 | #32   |
| 1978 | Greatest Hits: Volume 4                       | #37   |
| 1978 | Womanhood                                     | #14   |
| 1979 | Just Tammy                                    | #25   |
| 1980 | Only Lonely Sometimes                         | #37   |
| 1980 | Starting Over                                 | #17   |
| 1980 | Together Again                                | #26   |
| 1981 | Cowboys Dont Shoot Straight Like They Used To | #21   |
| 1981 | Crying In the Rain                            | #18   |
| 1981 | Encore                                        | #44   |
| 1983 | Biggest Hits                                  | #64   |
| 1983 | Even the Strong Get Lonely                    | #66   |
| 1983 | Good Love and Heartbreak                      | #62   |
| 1985 | Sometimes When We Touch                       | #32   |
| 1987 | Higher Ground                                 | #43   |
| 1989 | Next to You                                   | #42   |
| 1990 | Heart Over Mind                               | #64   |
| 1993 | Honky Tonk Angels                             | -     |